# Zamek Žužemberk

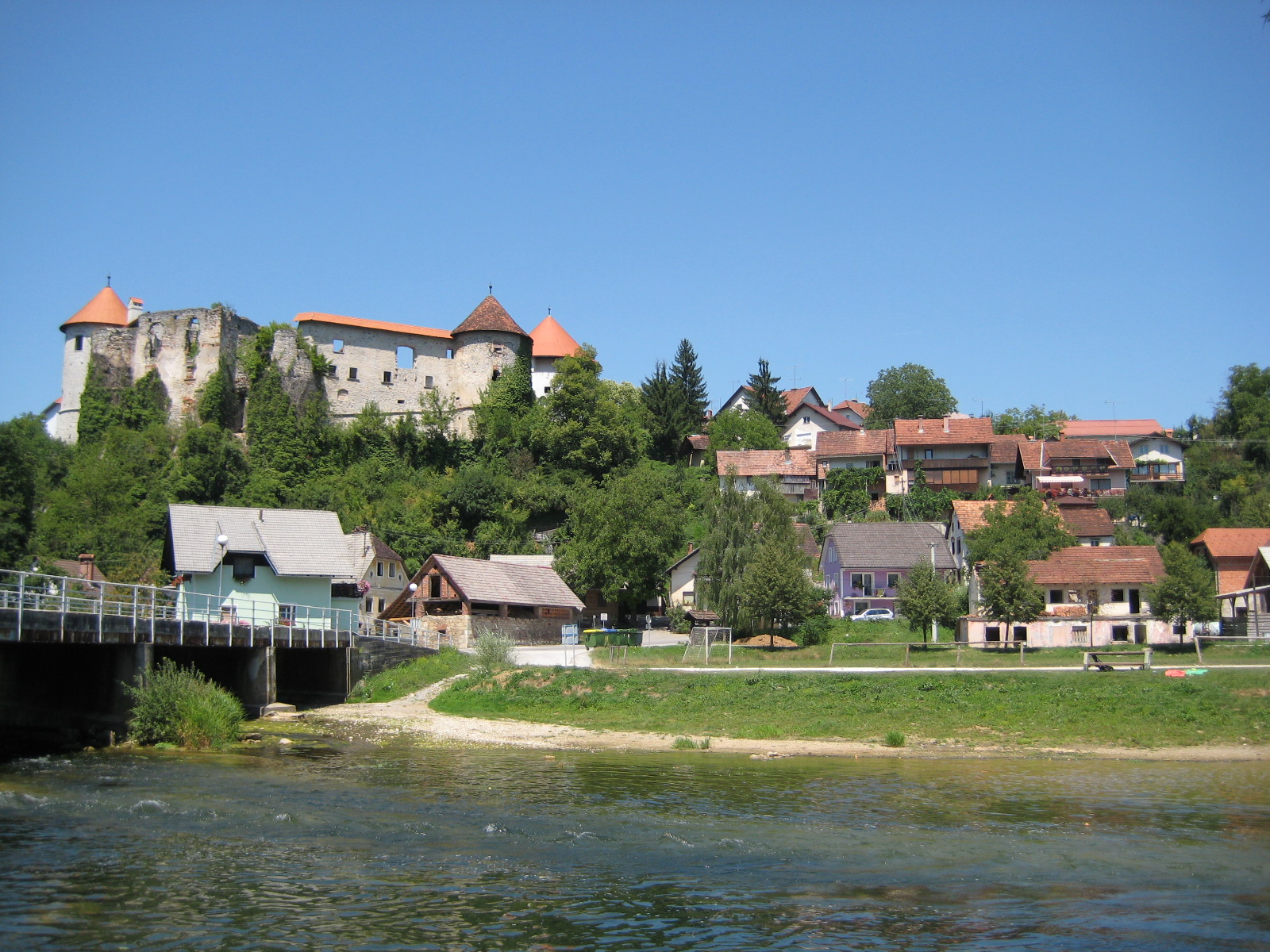
Widok na zamek od strony rzeki Krka

Zamek Žužemberk – zamek w centrum miejscowości Žužemberk w Słowenii. Położony na klifie powyżej rzeki Krka.

## Historia
Pierwsza wzmianku o zamku pochodzi z 1295 roku. W XVI wieku przebudowany i mury obronne zostały wzmocnione okrągłymi wieżami. Podczas II wojny światowej mieścił się w nim włoski garnizon. Poważnie zniszczony podczas nalotów pod koniec wojny. Stopniowa odbudowa zamku rozpoczęła się w latach 60. XX wieku a zakończyła w 1996 roku. W miesiącach letnich (czerwiec-wrzesień) w podziemiach zamku organizowane są koncerty w ramach słoweń. Poletne Grajske Prireditve.